# 鈴木誠一 (声優)
鈴木 誠一（すずき せいいち、1947年1月18日 - 1997年3月8日）は、日本の男性声優。

## 人物
劇団櫂、オールスタッフプロ、オフィス央を経て、ぷろだくしょんバオバブ所属であった。
東京都出身。1997年3月8日死去。50歳没。
趣味は乗馬、殺陣、水泳。

## 後任
鈴木の死後、持ち役を引き継いだ人物は以下の通り。
- 柳沢栄治 - 『機動戦士ガンダム 特別版』：スレンダー 役
- 田中秀幸 - 『機動戦士ガンダム PERFECT ONE YEAR WAR』：スレンダー 役
- 中嶋聡彦 - 『機動戦士ガンダム ギレンの野望』：スレンダー 役
- 木村雅史 - 『第2次スーパーロボット大戦OG』：リッジ・グラスノフ 役
- 川原慶久 - 『機動戦士ガンダム THE ORIGIN』：スレンダー 役

## 出演

### 映画
- 八甲田山

### テレビドラマ
- 火曜サスペンス劇場 五周年記念作品（3）誰かが見ている（リポーター）
- 若さま侍捕物帳
- 鬼平犯科帳 (萬屋錦之介)
- 探偵物語
- 桃太郎侍

### テレビアニメ
1979年　
- 科学冒険隊タンサー5（若者A）
- 機動戦士ガンダム（スレンダー）
- 野球狂の詩（スカウト）

1980年
- ルパン三世 (TV第2シリーズ)

1981年
- 戦国魔神ゴーショーグン（トム）
- 太陽の牙ダグラム（兵士）
- あしたのジョー2

1982年
- スペースコブラ（1982年 - 1983年）
- 魔境伝説アクロバンチ（イサク）

1983年
- 銀河烈風バクシンガー（ミチア）
- みゆき（野球部員）

1984年
- 銀河漂流バイファム（上官、ゲリラ）
- 宗谷物語（上川先生）
- キャッツ・アイ

1985年
- 超獣機神ダンクーガ（オペレーター）
- ルパン三世 PARTIII

1987年
- 愛の若草物語（兵隊A）

### OVA
- バビ・ストック I 果てしなき標的（1985年、囚人）

### 劇場アニメ
- 機動戦士ガンダムI（1981年、スレンダー）
- SPACE ADVENTURE コブラ（1982年）

### ゲーム
- スーパーロボット大戦シリーズ（1999年 - 2013年、スレンダー、リッジ・グラスノフ） - 4作品[注 1][注 2]

### 吹き替え

#### ドラマ
- 追跡者 第15話 - 第44話（1973年 - 1976年、ドン・ロバーツ部長刑事〈ポール・タリー〉）